# 断线钳

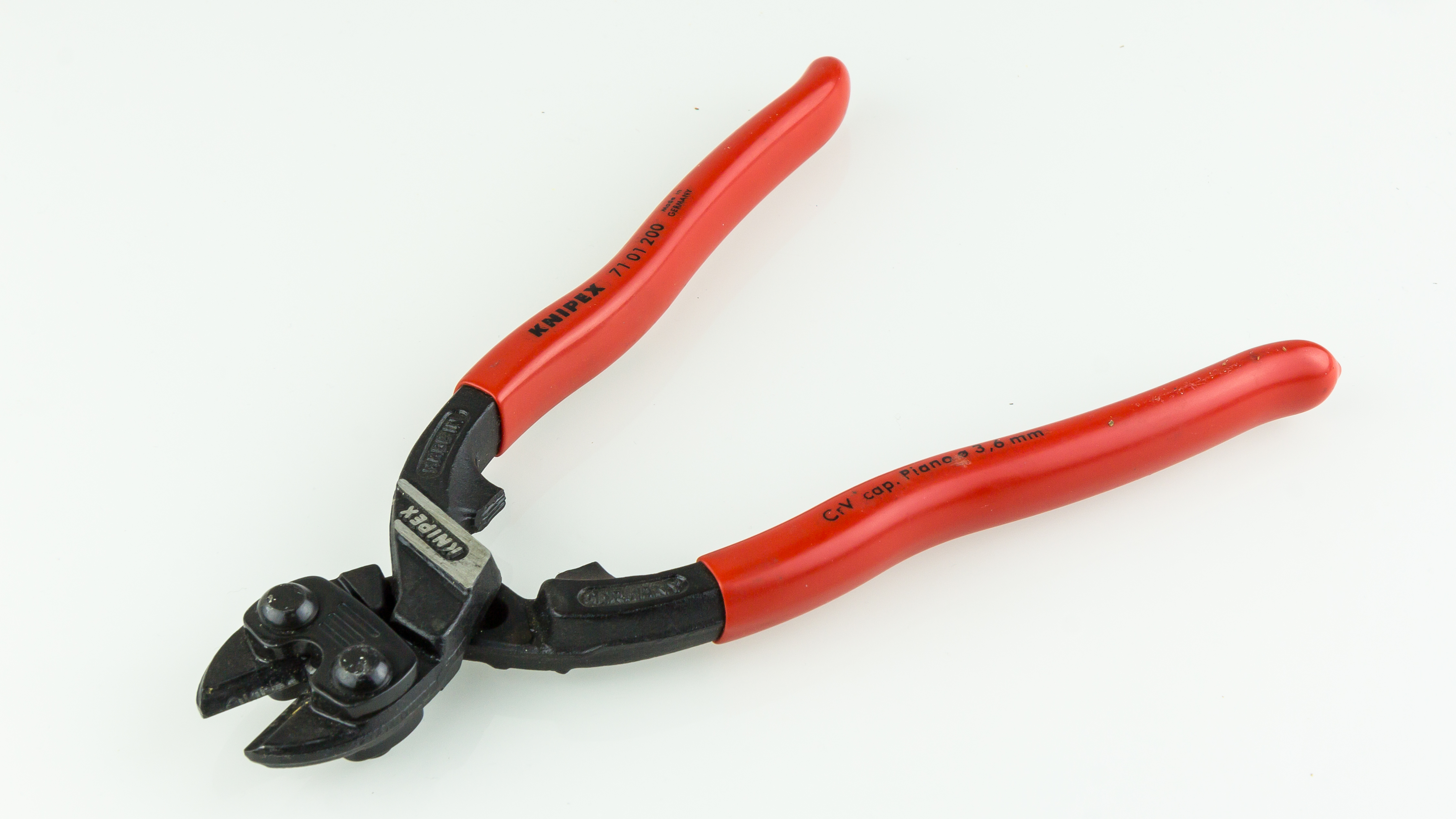
200mm断线钳

断线钳动画

断线钳是一种用于切割螺栓、鎖鏈、挂锁、鋼筋和金属丝网的工具，是土木工程常用工具之一。为最大限度地提高切削力，断线钳配备了复合铰链。典型的断线钳可将从钳臂施加的250牛的力转换为刀尖处20千牛的力。玻璃纤维钳柄的断线钳可用于剪断带电电线，常用于搜救行动。